# Mary Elizabeth Phillips
Mary Elizabeth Phillips   (St Mary Bourne, 15 de juliol de 1880 - Hove, 21 de juny de 1969) fou una suffragette, feminista i socialista anglesa. Va ser la sufragista que va sofrir una presó més llarga. Treballà per a Christabel Pankhurst, però va ser acomiadada; més tard, treballà per a Sylvia Pankhurst amb el nom de Mary Pederson (o Paterson).

## Biografia
Mary Elizabeth Phillips nasqué a St Mary Bourne, Hampshire, filla de William Fleming Phillips i Louisa Elizabeth. Son pare era metge i treballava a Glasgow.

## Activistasuffragette

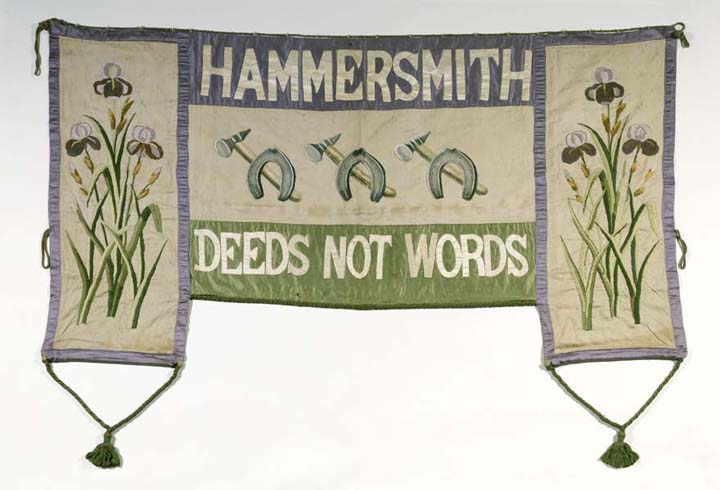
Estendard de la WSPU (Obres, No Paraules)

Son pare la va animar a fer campanya pels drets de les dones i el 1904 era funcionària remunerada de l'Associació per al Sufragi Femení de Glasgow i l'Oest d'Escòcia. Més tard es va unir a la Unió Social i Política de les Dones, més radical, al 1907 i n'establí una sucursal a Glasgow. Va escriure articles per a Forward, la revista del Partit Laborista Independent de Glasgow. Mary Phillips ajudà Helen Fraser amb les campanyes per al moviment a East Fife.
La seua següent campanya de la WSPU fou a l'oest d'Anglaterra amb Annie Kenney, Elsie Howey, Gladice Keevil, Clara Codd i més tard parlà a Plymouth al novembre del 1908 amb Annie Kenney i Mary Blathwayt.(3)
Al març del 1908 la sentenciaren a sis setmanes a la presó de Holloway després d'una manifestació davant la Cambra dels Comuns. Com a part d'una delegació al juny del 1908, amb Emmeline Pankhurst i altres dotze dones, foren rebutjades en una visita concertada al primer ministre, i una multitud de seguidors va tractar de travessar una línia policial que va respondre amb violència, la qual cosa donà lloc a un nou arrest i a una sentència de tres mesos, convertint a Mary E. Phillips en la presa suffragette de major durada. Sembla que la foto d'una suffragette detinguda per la policia és de Mary E.Phillip.
Quan l'alliberaren de la presó va ser rebuda per Flora Drummond i altres sufragistes amb gaites i tartà: posaren per a una fotografia, sota el lema "Ye Mauna Tramp on the Scotch Thistle Laddie". Les suffragettes escoceses presents compararen la seua lluita amb la campanya de William Wallace.

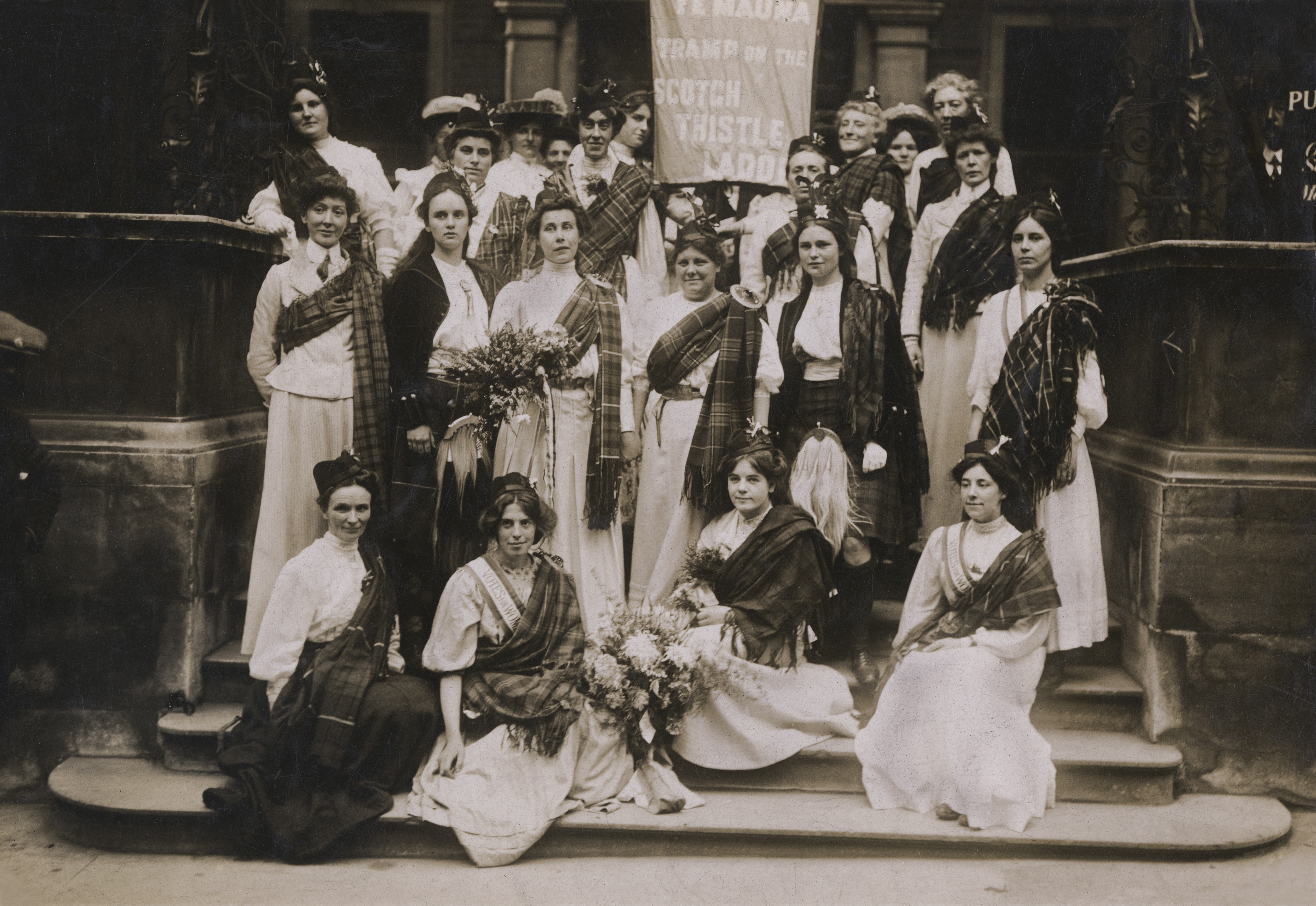
Mary Phillips (tercera per l'esquerra) rebuda per sufragistes amb faixes de tartà: "Ye Mauna Tramp on the Scotch Thistle Laddie"

La seua següent ubicació a partir de gener del 1909 fou Newcastle i després de retorn al sud a Cornualla i Devon. Era en la festa de benvinguda d'una altra presonera alliberada, Emmeline Pethick-Lawrence, a l'abril del 1909, amb Emmeline Pankhurst, dues germanes Kenney, Vera Wentworth, Minnie Baldock i Mary Gawthorpe. S'uniren a 500 sufragistes en un esmorzar de celebració al restaurant Criterian, de Piccadilly Circus.(4)
Mary Phillips fou arrestada al 1909, juntament amb Vera Wentworth i Elsie Howie, per voler forçar la seua assistència a una reunió d'homes a Exeter, en què parlà Lord Carrington, responsable de la Junta d'Agricultura i Pesca. Durant els set dies de presó es posà en vaga de fam i fou alliberada després de quatre dies «en estat perillós».(4) Altres dirigents de la WSPU, Mary Blathwayt i Emily Blathwayt, van escriure en els seus diaris sobre Mary Phillips sofrint desmais, i Emmeline Pankhurst li escrigué: «benvolguda xiqueta, cuida't i fes tot el que pugues per a recuperar la salut i la força».(3) Mary E. Phillips també feu el que Christabel Pankhurst anomenà una «esplèndida protesta» mostrant «valor i enginy» amagant-se sota l'escenari durant la nit, saltant i cridant «Vots per a les dones» i objectant l'empresonament de Patricia Woodlock quan dos ministres del gabinet foren premiats amb títols honorífics en el St. George's Hall de Liverpool.

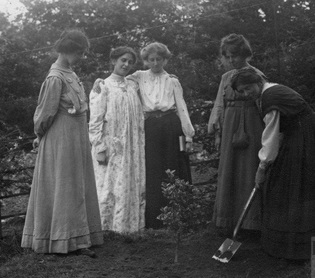
Millicent Browne plantant un arbre a Eagle House, amb Mary Phillips, Vera Wentworth, Elsie Howey i Annie Kenney

Phillips fou convidada a la casa de Mary Blathwayt a Batheaston, on les suffragettes es trobaven. Era coneguda com el «Descans de la sufragista». Es demanava a les visitants que hi plantassen un arbre, per a no oblidar els seus èxits per la causa, com ara una sentència de presó.
Mary Phillips havia rebut una medalla «pel Valor» de la WSPU.
Al novembre del 1909, Phillips escrigué a Christabel Pankhurst demanant-li que se la rellevés d'un paper militant, la qual cosa va ser secundada i no va tenir més problemes durant els tres anys següents.(3) Li donaren el treball de ser l'organitzadora de la WSPU a Liverpool. El 1910 Mary Phillips fou enviada com a organitzadora de la WSPU a Bradford.(4)
El 9 de juliol del 1913, però, va ser acomiadada per Christabel Pankhurst, que li escrigué «no ets eficaç com a organitzadora de districte». Malgrat el seu llarg suport treballant arreu del país, quatre empresonaments i una vaga de fam, Phillips es va mudar a l'East End de Londres, i es posà a treballar amb Nora Smyth per a la Federació de Sufragistes de l'Est de Londres, rival de Sylvia Pankhurst, amb Keir Hardie, Julia Scurr, Millie Lansbury, Eveline Haverfield, Nellie Cressall i George Lansbury. Mary E. Phillips continuà promovent el socialisme i va escriure per al setmanari The Women's Dreadnought per a obreres. Fou organitzadora remunerada a temps complet de la federació que treballava amb May Billinghurst.(3) El 1916 treballava per a la Nova Societat Constitucional per al Sufragi Femení, que no secundava (ni condemnava) la militància.
A partir d'aquest moment s'anomenà Mary Pederson, o Paterson. Mary va influir en dones treballadores com Charlotte Drake, costurera i cambrera, esposa d'un treballador químic i mare de quatre fills menors de 8 anys, a fer-se activista del sufragi.

## Darrers anys
Mary Phillips treballà per als Sufragistes Units des del 1915 fins al 1916, i per a la Lliga Internacional de Dones per la Pau i la Llibertat i Save the Children. Phillips edità un servei de notícies del comerç cerveser del 1928 al 1955, i després fou editora del Consell de Treball Social. Entrà en la Beca Sufragista i en el Six Point Group.(4)
Mary E. Phillips va morir en un hotel de Hove, a Sussex, al 1969.(4)